# Принципи міжнародного права
Принципи міжнародного права — історично обумовлені основоположні загальновизнанні норми, що виражають головний зміст міжнародного права, його характерні риси та володіють вищою імперативною юридичною силою. Ці керівні правила поведінки його суб'єктів, що виникають як результат суспільної практики; юридично закріплені засади міжнародного права. Вони являють собою найбільш загальне вираження і практику поведінки, яка встановилася, і взаємодії суб'єктів на міжнародній арені в рамках  міжнародних відносин.
Основними джерелами міжнародного права є Статут Організації Об'єднаних Націй, Декларація про принципи міжнародного права, що стосується дружніх відносин і співробітництва між державами відповідно до Статуту ООН 1970, Заключний акт Наради з безпеки і співробітництва в Європі.

## Зміст Принципів міжнародного права
До загальних принципів міжнародного права відносять:
- принцип суверенної рівності держав
- принцип незастосування сили або загрози силою
- принцип рівноправності і самовизначення націй та народів
- принцип мирного вирішення міжнародних спорів
- принцип невтручання у внутрішні справи держав
- принцип мирного співробітництва
- принцип сумлінного виконання міжнародних зобов'язань

Заключний акт НБСЄ додав ще три:
- принцип непорушності кордонів
- принцип територіальної цілісності держав
- принцип загальної поваги і захисту прав людини

### Принцип суверенної рівності держав
Держави повинні поважати суверенну рівність та своєрідність один одного, а також усі правила, властиві їх суверенітету і охоплювані ним, до яких входить, зокрема, право кожної держави на юридичну рівність, на територіальну цілісність, на свободу та політичну незалежність. Вони також повинні поважати вільно обирати та розвивати свої політичні, соціальні, економічні та культурні системи, так само як і право встановлювати свої закони та адміністративні правила. Кожна держава зобов'язана поважати право інших держав здійснювати законодавчу, виконавчу, адміністративну та судову владу без будь-якого втручання з боку інших держав, а також самостійно проводити свою зовнішню політику. Цей принцип відображено у п. 1 ст. 2 Статуту ООН.
У рамках міжнародного права всі держави мають рівні права та обов'язки. Вони повинні поважати право одне одного визначати та здійснювати на свій розсуд їхні стосунки з іншими державами згідно з міжнародним правом. Вони вважають, що їхні кордони можуть змінюватися, відповідно до міжнародного права, мирним шляхом та за домовленістю. Вони мають також право належати чи не належати до міжнародних організацій, бути чи не бути учасником двосторонніх або багатосторонніх договорів, включаючи право бути чи не бути учасником союзних договорів; вони також мають право на нейтралітет. 

### Принцип незастосування сили або загрози силою
Кожна держава повинна утримуватися у її взаємних, як і взагалі у її міжнародних відносинах, від застосування сили або загрози силою як проти територіальної цілісності або політичної незалежності будь-якої держави, так і будь-яким іншим чином, несумісним з цілям Організації Об'єднаних Націй. Жодні міркування не можуть використовуватися для того, щоб обґрунтувати звернення до загрози силою або до її застосуванню на порушення цього принципу.
ВІдповідно держави повинні утримуватися від будь-яких дій, що становлять загрозу силою або пряме або непряме застосування сили проти іншої держави. Так само вони повинні утримуватися від усіх проявів сили з метою примусу іншої держави до відмови від повного здійснення її суверенних прав. Так само вони будуть утримуватися у їхніх взаємних відносинах від будь-яких актів репресалій за допомогою сили. Ніяке таке застосування сили чи погрози силою не повинне використовуватися як засіб врегулювання суперечок чи питань, які можуть спричинити суперечки між ним.

### Принцип рівноправності і самовизначення націй та народів
Виходячи з принципу рівноправності та самовизначення націй і народів, всі народи завжди мають право в умовах повної свободи визначати, коли і як вони бажають та бачать, свій внутрішній і зовнішній політичний статус без втручання ззовні та здійснювати на свій розсуд свій політичний, економічний, соціальний та культурний розвиток. Держави повинні підтверджувати загальне значення поваги і ефективного здійснення рівноправності та права народів розпоряджатися своєю долею у розвиток дружніх відносин між ними, як і між усіма державами. Принцип рівноправності та самовизначення народів і націй у якості обов’язкової норми сучасного міжнародного права одержав свій розвиток у Статуті ООН. Одна з найважливіших цілей Організація Об'єднаних Націй – ,,розвивати дружні відносини між націями на основі поваги принципу рівноправності і самовизначення народів,, (п.2 ст.1 Статуту).

### Принцип мирного вирішення спорів
Держава повинна вирішувати суперечки між іншими державами мирними засобами таким чином, щоб не наражати на загрозу міжнародний мир, безпеку та справедливість. Вона повинна сумлінно і в дусі співпраці докладати зусилля до того, щоб у короткий термін дійти до справедливого рішення, заснованому на міжнародному праві. З цією метою вона повинна використовувати такі засоби, як переговори, обстеження, посередництво, примирення, арбітраж, судовий розгляд або інші мирні засоби щодо їх власного вибору, включаючи будь-яку процедуру врегулювання, узгоджену до виникнення суперечок, у яких вони були б сторонами.

### Принцип невтручання у внутрішні справи країни
Держава повинна утримуватися від будь-якого втручання, прямого чи непрямого, індивідуального чи колективного, у внутрішні чи зовнішні справи, що входять до внутрішньою компетенції іншої держави, незалежно від їхніх взаємин.
Вона повинна так само за всіх обставин утримуватися від будь-якого акту військового чи політичного, економічного або іншого примусу, спрямованого на те, щоб підкорити своїм власним інтересам здійснення іншим державою прав, властивих її суверенітету, та таким чином забезпечити собі переваги.
У Статуті ООН зазначається, що цей принцип не дає Організації права на втручання в справи, які належать до внутрішньої компетенції будь-якої держави, і вимагає від держав-членів вирішувати такі справи у встановленому порядку. Зроблено лише один виняток: принцип не торкається застосування заходів на підставі глави VII (п. 7 ст. 2). Іншими словами, принцип невтручання не перешкоджає застосуванню примусових заходів до держави за рішенням Ради Безпеки ООН у випадку погрози миру, порушень миру й актів агресії.

### Принцип мирного співробітництва
Цей принцип  був сформульований у Декларації про принципи міжнародного права 1970 та основна ціль його є зобов'язання держав співробітничати одна з одною, незалежно від відмінностей їх політичної, економічної і соціальної систем. Також було виділено основні напрямки мирного співробітництва, а саме: загальна повага прав людини; сприяння загальному добробуту народів, звільнення від дискримінації, економічному росту в усьому світі, особливо в країнах, що розвиваються; підтримка миру і безпеки; невтручання у внутрішні справи держав.

### Принцип сумлінного виконання міжнародних зобов'язань
Держава повинна сумлінно виконувати свої зобов’язання з міжнародного права, як зобов’язання, які випливають із загальновизнаних принципів та норм міжнародного права, так і ті зобов’язання, які випливають із відповідних до міжнародного права договорів або інших угод, учасниками яких вона є. А також держава повинна виконувати зобов’язання, прийняті ним відповідно до Уставу Організації Об’єднаних Націй. Якщо зобов’язання, які випливають із міжнародних угод, суперечать зобов’язанням членів ООН за Статутом Організації Об’єднаних Націй, то переважну силу мають зобов’язання за Статутом.

### Принцип непорушності кордонів
Держава повинна розглядати непорушними та недоторканими всі кордони всіх інших держав. Також вона повинна утримуватися від будь-яких вимог або дій, які спрямовані на захоплення чи узурпацію територію держав чи їх частину.
Цей принцип забороняє вирішувати всі територіальні претензії шляхом застосування сили чи погрозою її застосуванню. Але від держав не вимагається взаємне визнання кордонів і відмови від територіальних претензії. Швидше відповідні питання та претензії резюмуються, тому що ідеться про несилове розв’язання спорів, отже, такі питання вирішується в рамках принципу незастосування сили. 

### Принцип територіальної цілісності держав
Держава повинна поважати територіальну цілісність інших держав, а також утримуватися від того, щоб перетворити територію держав на об’єкт військової окупації або інших прямих або непрямих заходів застосування сили порушення міжнародного права або об’єкт придбання за допомогою таких заходів чи загрози їх здійснення. Ніяка окупація або придбання території такого роду не визнаватиметься законною. Відповідно до цього принципу держави повинні утримуватися від будь-яких дій, які не відповідають цілям та принципам Статуту ООН, проти територіальної цілісності, політичної незалежності та, зокрема, від будь-яких дій, що являють собою застосування сили або загрозу силою.

### Принцип загальної поваги і захисту прав людини
Держава повинна поважати права людини та основні свободи, включаючи свободу думки, совісті, релігії та переконань, для всіх, без різниці раси, статі, мови та релігії. Країна, на території якої є національні меншини, повинна поважати право осіб, що належить таким меншостям, на рівність перед законом, а також зобов’язана надати їм повну можливість фактичного користування правами людини та основними свободами і має таким чином захищати їхні законні інтереси у цій галузі.

## Рекомендована література
- Задорожна С.М. СУЧАСНІ ПРИНЦИПИ МІЖНАРОДНОГО ПРАВА В ІЄРАРХІЇ НОРМ МІЖНАРОДНОГО, НАДНАЦІОНАЛЬНОГО І НАЦІОНАЛЬНОГО ПРАВА Правові горизонти / Legal horizons, 2019. С. 125-131.
- Задорожна С.М. ГАРАНТОВАНІСТЬ ДОТРИМАННЯ ЗАГАЛЬНИХ ПРИЦНИПІВ МІЖНАРОДНОГО ПРАВА. Юридичний науковий електронний журнал. №6/2017. С. 368-372.
- Задорожна С.М. КОНСТИТУЦІЙНА НЕВИЗНАЧЕНІСТЬ «ЗАГАЛЬНОВИЗНАНИХ ПРИНЦИПІВ МІЖНАРОДНОГО ПРАВА» ЯК ЗВИЧАЄВОПРАВОВИХ НОРМ МІЖНАРОДНОГО ПРАВА. Від громадянського суспільства – до правової держави: Тези доповідей ХІІІ Міжнародної науково-практичної конференції. – Харків: ХНУ імені В. Н. Каразіна, 2017. – С. 443-446.
- Задорожна С., Маник А., Кирилюк Н. Сучасне розуміння принципів міжнародного права : дис. – Український часопис міжнародного права., 2021.
- Львова Є.О. Еволюція функцій принципів міжнародного права з урахуванням його конституціоналізації та фрагментації // Публічне право. 2015. № 3(19). С. 235 - 241.